# Héctor Salvador
Héctor Salvador Fouz
(Lugo, 1983) es un ingeniero aeronáutico, piloto de sumergibles y explorador subacuático, reconocido por ser el primer español en descender a la Fosa de las Marianas, la zona más profunda del océano.

## Carrera temprana
Durante su etapa universitaria en la Universidad Politécnica de Madrid, Héctor Salvador participó en dos campañas de vuelos parabólicos organizadas por la Agencia Espacial Europea (ESA). La experiencia y las dificultades afrontadas a la hora de sacar adelante un proyecto de estudiantes le motivaron a fundar el Laboratorio para Experimentación en Espacio y Microgravedad (LEEM), siendo su presidente entre los años 2006 y 2010.

## Exploración submarina
Tras aprender a bucear de la mano del hijo menor de Jacques Cousteau, Héctor decidió dar un giro a su carrera y centrarse en la exploración submarina, formándose como instructor de buceo y piloto de sumergibles.
El 18 de abril de 2021, se convirtió en el primer español en descender al Abismo de la Sirena, en la Fosa de las Marianas, alcanzando una profundidad de 10.706 metros a bordo del sumergible DSV Limiting Factor. La misión tuvo como objetivos recuperar un módulo científico atascado en el lecho marino y recolectar muestras de sedimentos para su análisis.

## Conservación marina
Héctor Salvador es un firme defensor de la conservación marina. Ha señalado la alarmante presencia de microplásticos en los océanos, incluso en las zonas más profundas, y ha abogado por la reducción del uso de plásticos como una medida esencial para proteger la vida marina y la salud humana.

## Reconocimientos
En 2023, recibió el Premio Viajero del Año otorgado por la Sociedad Geográfica Española, en reconocimiento a su contribución a la exploración y conservación de los océanos.